# Maegashira
Maegashira är den femte högsta rangen inom sumobrottning. Den utgör den lägsta rangen inom den högsta divisionen, makuuchi, och ligger där under de fyra titelnivåerna.